# 信義里 (岡山區)
信義里，是高雄市岡山區的里，於民國42年行政區調整由劉厝里分出，以眷村人口為主，因此取「八德」之「信義」為里名，空軍醫院、中正堂、新生社、福利站、兆湘國小等皆為早期提供眷村居民日常生活、教育、醫療、娛樂等需求而設立，可謂眷村人民心中的市中心。民國112年10月底本里戶數771戶，人口數1,865人。
位於岡山鎮西南，為阿公店溪和仁壽路、介壽路所夾峙形成三角形區域。本里東北阿公店溪弧形河道和忠孝、仁義里相望，東以舊省首和程香里相連，南以介壽路和四維、仁愛兩里為界，西以仁壽路與後協里接壤，西北以仁壽路、柳橋西路和仁壽里毗鄰。於民國42年行政區調整由劉厝里分出，以眷村人口為主，因此取「八德」之「信義」為里名，空軍醫院、中正堂、新生社、福利站、兆湘國小等皆為早期提供眷村居民日常生活、教育、醫療、娛樂等需求而設立，可謂眷村人民心中的市中心。